# Liste der Kulturdenkmale in Wilster
In der Liste der Kulturdenkmale in Wilster sind alle Kulturdenkmale der schleswig-holsteinischen Stadt Wilster (Kreis Steinburg) aufgelistet (Stand: 14. April 2025).

## Legende
In den Spalten befinden sich folgende Informationen:
- Objekt-ID: die Nummer des Kulturdenkmales
- Lage: die Adresse des Kulturdenkmales und die geographischen Koordinaten. Kartenansicht, um Koordinaten zu setzen. In der Kartenansicht sind Kulturdenkmale ohne Koordinaten mit einem roten Marker dargestellt und können in der Karte gesetzt werden. Kulturdenkmale ohne Bild sind mit einem blauen Marker gekennzeichnet, Kulturdenkmale mit Bild mit einem grünen Marker.
- Offizielle Bezeichnung: Bezeichnung des Kulturdenkmales
- Beschreibung: die Beschreibung des Kulturdenkmales
- Bild: ein Bild des Kulturdenkmales

## Bauliche Anlagen
| Objekt-ID      | Lage                                               | Offizielle Bezeichnung                 | Beschreibung | Bild                             |
| -------------- | -------------------------------------------------- | -------------------------------------- | --- | -------------------------------- |
| 5148 Wikidata  | Am Markt (53° 55′ 22″ N, 9° 22′ 29″ O)             | Kirche St. Bartholomäus                | Alteintragung (Aktualisierung vorgesehen) - Begründung: geschichtlich, künstlerisch, städtebaulich - Schutzumfang: Kirche St. Bartholomäus mit Ausstattung, Lindenkranz - Denkmaltyp: Bauliche Anlage                                                                                              | weitere Fotos \| Fotos hochladen |
| 3922 Wikidata  | Am Markt 12 (53° 55′ 23″ N, 9° 22′ 28″ O)          | Pastorat                               | Alteintragung (Aktualisierung vorgesehen) - Begründung: Alteintragung (Aktualisierung vorgesehen) - Schutzumfang: Alteintragung (Aktualisierung vorgesehen) - Denkmaltyp: Bauliche Anlage | Fotos hochladen                  |
| 8439 Wikidata  | Am Markt 15 (53° 55′ 23″ N, 9° 22′ 31″ O)          | Wohnhaus                               | Alteintragung (Aktualisierung vorgesehen) - Begründung: Alteintragung (Aktualisierung vorgesehen) - Schutzumfang: Alteintragung (Aktualisierung vorgesehen) - Denkmaltyp: Bauliche Anlage | Fotos hochladen                  |
| 45554          | Am Markt 23 (53° 55′ 20″ N, 9° 22′ 30″ O)          | Wohnhaus                               | Wohn- und Geschäftshaus; 1912–13; dreigeschossiger Putzeckbau unter weit auskragendem Walmdach mit übergiebelten, bauzeitlichen Gauben - Begründung: geschichtlich, städtebaulich - Schutzumfang: Wohn- und Geschäftshaus, - Denkmaltyp: Bauliche Anlage                                           | BW                               |
| 3925 Wikidata  | Colosseum Platz 13 (53° 55′ 24″ N, 9° 22′ 23″ O)   | Michaelsens Gartenhaus (sog. Trichter) | Alteintragung (Aktualisierung vorgesehen) - Begründung: geschichtlich, städtebaulich - Schutzumfang: Alteintragung (Aktualisierung vorgesehen) - Denkmaltyp: Bauliche Anlage | Fotos hochladen                  |
| 5186 Wikidata  | Colosseum Platz 13 (53° 55′ 25″ N, 9° 22′ 24″ O)   | Saalbau „Colosseum“                    | Saalbau Colosseum, um 1900, quergelagertem zweigeschossigem Backsteinbau mit flachem Satteldach und reich ornamentiertem Eingangsvorbau in Fachwerk mit markanten Ecktürmen - Begründung: geschichtlich, künstlerisch, städtebaulich - Schutzumfang: gesamtes Objekt - Denkmaltyp: Bauliche Anlage | Fotos hochladen                  |
| 3920 Wikidata  | Deichstraße 22 (53° 55′ 16″ N, 9° 22′ 19″ O)       | Sog. „Waffenhalle“                     | Alteintragung (Aktualisierung vorgesehen) - Begründung: geschichtlich, städtebaulich - Schutzumfang: Alteintragung (Aktualisierung vorgesehen) - Denkmaltyp: Bauliche Anlage | BW                               |
| 15646 Wikidata | Hans-Prox-Straße 26 (53° 55′ 24″ N, 9° 21′ 53″ O)  | Husmannshus                            | Alteintragung (Aktualisierung vorgesehen) - Begründung: Alteintragung (Aktualisierung vorgesehen) - Schutzumfang: Alteintragung (Aktualisierung vorgesehen) - Denkmaltyp: Bauliche Anlage | BW                               |
| 27675 Wikidata | Hans-Prox-Straße 26 (53° 55′ 24″ N, 9° 21′ 50″ O)  | Scheune                                | Alteintragung (Aktualisierung vorgesehen) - Begründung: Alteintragung (Aktualisierung vorgesehen) - Schutzumfang: Alteintragung (Aktualisierung vorgesehen) - Denkmaltyp: Bauliche Anlage | BW                               |
| 444 Wikidata   | Kohlmarkt 51 (53° 55′ 22″ N, 9° 22′ 33″ O)         | Schwan-Apotheke                        | Alteintragung (Aktualisierung vorgesehen) - Begründung: Alteintragung (Aktualisierung vorgesehen) - Schutzumfang: Alteintragung (Aktualisierung vorgesehen) - Denkmaltyp: Bauliche Anlage | Fotos hochladen                  |
| 3921 Wikidata  | Op de Göten 8 (53° 55′ 19″ N, 9° 22′ 32″ O)        | Altes Rathaus                          | Alteintragung (Aktualisierung vorgesehen) - Begründung: Alteintragung (Aktualisierung vorgesehen) - Schutzumfang: Alteintragung (Aktualisierung vorgesehen) - Denkmaltyp: Bauliche Anlage | Fotos hochladen                  |
| 27751 Wikidata | Op de Göten 8 (53° 55′ 18″ N, 9° 22′ 31″ O)        | Rathaus-Nebengebäude                   | Heute befindet sich darin das Naturkundemuseum Wilster; Alteintragung (Aktualisierung vorgesehen) - Begründung: Alteintragung (Aktualisierung vorgesehen) - Schutzumfang: Alteintragung (Aktualisierung vorgesehen) - Denkmaltyp: Bauliche Anlage                                                  | weitere Fotos \| Fotos hochladen |
| 2696 Wikidata  | Rathausstraße 4 (53° 55′ 18″ N, 9° 22′ 37″ O)      | Neues Rathaus                          | Alteintragung (Aktualisierung vorgesehen) - Begründung: Alteintragung (Aktualisierung vorgesehen) - Schutzumfang: Alteintragung (Aktualisierung vorgesehen) - Denkmaltyp: Bauliche Anlage | Fotos hochladen                  |
| 31284 Wikidata | Rathausstraße 4 (53° 55′ 21″ N, 9° 22′ 41″ O)      | 10 Marmorfiguren                       | Die Figuren befinden sich im „Bürgermeistergarten“ hinter dem „Palais Doos (Neues Rathaus)“; Alteintragung (Aktualisierung vorgesehen) - Begründung: geschichtlich, künstlerisch - Schutzumfang: Alteintragung (Aktualisierung vorgesehen) - Denkmaltyp: Bauliche Anlage                           | weitere Fotos \| Fotos hochladen |
| 3923 Wikidata  | Rathausstraße 7 (53° 55′ 17″ N, 9° 22′ 37″ O)      | Wohnhaus                               | Alteintragung (Aktualisierung vorgesehen) - Begründung: Alteintragung (Aktualisierung vorgesehen) - Schutzumfang: Alteintragung (Aktualisierung vorgesehen) - Denkmaltyp: Bauliche Anlage | BW                               |
| 2851 Wikidata  | Rumflether Straße 15 (53° 55′ 36″ N, 9° 21′ 50″ O) | Rumflether Windmühle „Aurora“          | Alteintragung (Aktualisierung vorgesehen) - Begründung: geschichtlich, technisch, Kulturlandschaft prägend - Schutzumfang: gesamtes Objekt - Denkmaltyp: Bauliche Anlage | Fotos hochladen                  |
| 3924 Wikidata  | Schmiedestraße 24 (53° 55′ 16″ N, 9° 22′ 28″ O)    | Wohnhaus                               | Alteintragung (Aktualisierung vorgesehen) - Begründung: geschichtlich, städtebaulich - Schutzumfang: Alteintragung (Aktualisierung vorgesehen) - Denkmaltyp: Bauliche Anlage | BW                               |
| 5185 Wikidata  | Zingelstraße 12 a (53° 55′ 25″ N, 9° 22′ 20″ O)    | Villa Schütt                           | Alteintragung (Aktualisierung vorgesehen) - Begründung: Alteintragung (Aktualisierung vorgesehen) - Schutzumfang: Alteintragung (Aktualisierung vorgesehen) - Denkmaltyp: Bauliche Anlage | BW                               |

## Gründenkmale
| Objekt-ID      | Lage                                            | Offizielle Bezeichnung   | Beschreibung | Bild                             |
| -------------- | ----------------------------------------------- | ------------------------ | --- | -------------------------------- |
| 5166 Wikidata  | Allee 12 (53° 55′ 8″ N, 9° 23′ 4″ O)            | Friedhof                 | Alteintragung (Aktualisierung vorgesehen) - Begründung: geschichtlich, Kulturlandschaft prägend - Schutzumfang: Friedhof, Grabdenkmale von besonderer Bedeutung, Baumkranz - Denkmaltyp: Gründenkmal     | weitere Fotos \| Fotos hochladen |
| 5299 Wikidata  | Rathausstraße 4 (53° 55′ 20″ N, 9° 22′ 39″ O)   | Sog. Bürgermeistergarten | Alteintragung (Aktualisierung vorgesehen) - Begründung: geschichtlich, städtebaulich - Schutzumfang: sog. Bürgermeistergarten, Teich in der englischen Partie - Denkmaltyp: Gründenkmal                  | weitere Fotos \| Fotos hochladen |
| 26964 Wikidata | Zingelstraße 12 a (53° 55′ 24″ N, 9° 22′ 19″ O) | Villengarten             | Alteintragung (Aktualisierung vorgesehen) - Begründung: geschichtlich, wissenschaftlich, künstlerisch, städtebaulich - Schutzumfang: Villengarten, Toranlage, Umfassungsgraben - Denkmaltyp: Gründenkmal | BW                               |

## Ehemalige Kulturdenkmale
| Objekt-ID     | Lage                                             | Offizielle Bezeichnung | Beschreibung | Bild |
| ------------- | ------------------------------------------------ | ---------------------- | ------------ | ---- |
| 6295 Wikidata | Hans-Prox-Straße 9 (53° 55′ 13″ N, 9° 21′ 59″ O) | Fachhallenhaus         |              | BW   |

## Quelle
- Liste der Kulturdenkmale in Schleswig-Holstein – Kreis Steinburg

- Karte mit allen Koordinaten:
- OSM |
- WikiMap